# Arytera pseudofoveolata
Arytera pseudofoveolata är en kinesträdsväxtart som beskrevs av H. Turner. Arytera pseudofoveolata ingår i släktet Arytera och familjen kinesträdsväxter. Inga underarter finns listade i Catalogue of Life.